# USS LeHardy (DE-20)
USS LeHardy (DE-20) là một tàu hộ tống khu trục lớp Evarts được Hải quân Hoa Kỳ chế tạo trong Chiến tranh Thế giới thứ hai. Nó là chiếc tàu chiến duy nhất của Hải quân Mỹ được đặt theo tên Thiếu tá Hải quân Marcel LeHardy (1905 - 1943), sĩ quan thông tin phục vụ trên tàu tuần dương hạng nặng San Francisco (CA-38), đã tử trận trong trận Hải chiến Guadalcanal và được truy tặng Huân chương Chữ thập Hải quân. Nó đã phục vụ cho đến khi chiến tranh kết thúc, xuất biên chế vào ngày 25 tháng 10 năm 1945 và xóa đăng bạ vào ngày 13 tháng 11 năm 1945. Con tàu bị bán để tháo dỡ vào ngày 26 tháng 12 năm 1946. LeHardy được tặng thưởng hai Ngôi sao Chiến trận do thành tích phục vụ trong Thế Chiến II.

## Thiết kế và chế tạo
Những chiếc thuộc lớp tàu khu trục Evarts có chiều dài chung 289 ft 5 in (88,21 m), mạn tàu rộng 35 ft 1 in (10,69 m) và độ sâu mớn nước khi đầy tải là 8 ft 3 in (2,51 m). Chúng có trọng lượng choán nước tiêu chuẩn 1.140 tấn Anh (1.160 t); và lên đến 1.430 tấn Anh (1.450 t) khi đầy tải. Hệ thống động lực bao gồm bốn động cơ diesel General Motors Kiểu 16-278A nối với bốn máy phát điện để vận hành hai trục chân vịt; công suất 6.000 hp (4.500 kW) cho phép đạt được tốc độ tối đa 21 kn (24 mph; 39 km/h), và có dự trữ hành trình 4.150 nmi (4.780 mi; 7.690 km) khi di chuyển ở vận tốc đường trường 12 kn (14 mph; 22 km/h).
Vũ khí trang bị bao gồm ba pháo 3 in (76 mm)/50 cal trên tháp pháo nòng đơn có thể đối hạm hoặc phòng không, một khẩu đội 1,1 inch/75 caliber bốn nòng và chín pháo phòng không Oerlikon 20 mm. Vũ khí chống ngầm bao gồm một dàn súng cối chống tàu ngầm Hedgehog Mk. 10 (có 24 nòng và mang theo 144 quả đạn); hai đường ray Mk. 9 và tám máy phóng K3 Mk. 6 để thả mìn sâu.
Nguyên được dự định chuyển giao cho Hải quân Hoàng gia Anh, LeHardy được đặt lườn như là chiếc HMS Duff (BDE-20) tại Xưởng hải quân Mare Island, ở Vallejo, California vào ngày 15 tháng 4 năm 1942. Nó được hạ thủy vào ngày 21 tháng 11 năm 1942, và được đỡ đầu bởi bà Bert A. Barr. Tuy nhiên kế hoạch chuyển giao bị hủy bỏ, nên con tàu quay trở lại sở hữu của Hoa Kỳ và đổi tên thành LeHardy vào ngày 19 tháng 2 năm 1943. Nó nhập biên chế cùng Hải quân Hoa Kỳ vào ngày 15 tháng 5 năm 1943 dưới quyền chỉ huy của Hạm trưởng, Thiếu tá Hải quân J. H. Prause.

## Lịch sử hoạt động
Sau khi hoàn tất việc chạy thử máy huấn luyện, LeHardy hoạt động hộ tống cho các đoàn tàu vận tải đi lại giữa vùng bờ Tây và Trân Châu Cảng. Nó lên đường cho chuyến đi đầu tiên đến Oahu vào ngày 21 tháng 7, 1943, và sau đó còn thực hiện thêm hai chuyến khứ hồi khác, trước khi được lệnh ở lại khu vực quần đảo Hawaii vào cuối tháng 10. Sau những hoạt động huấn luyện, nó rời Trân Châu Cảng vào ngày 15 tháng 11 trong thành phần hộ tống chống tàu ngầm cho một đoàn tàu vận tải đi Tarawa thuộc quần đảo Gilbert. Đến nơi mười ngày sau đó, nó tiếp tục hoạt động tuần tra và hộ tống cùng Đệ Ngũ hạm đội trong khu vực trong khi diễn ra các cuộc đổ bộ lên quần đảo Gilbert, bàn đạp cần thiết để tiếp tục tấn công đến khu vực quần đảo Marshall.
Rời đảo Makin vào ngày 25 tháng 12, LeHardy quay trở lại quần đảo Hawaii và hoạt động huấn luyện cho nhiệm vụ tiếp theo. Nó khởi hành từ Trân Châu Cảng vào ngày 28 tháng 1, 1944 trong thành phần hộ tống và chống tàu ngầm một đoàn tàu tham gia chiến dịch đổ bộ lên quần đảo Marshall. Đi đến ngoài khơi Kwajalein vào ngày 5 tháng 2, đúng ngày đảo san hô này được tuyên bố bình định, nó hộ tống các tàu chở hàng đi sang Funafuti thuộc quần đảo Ellice, rồi quay trở lại khu vực Marshall vào giữa tháng 2 để phục vụ tuần tra và hộ tống trong giai đoạn chiếm đóng Eniwetok. Nó lên đường quay trở về Trân Châu Cảng vào ngày 4 tháng 3.
Về đến khu vực Hawaii vào ngày 11 tháng 3, LeHardy chuyển sang làm nhiệm vụ phục vụ huấn luyện cho tàu ngầm hạm đội. Nó rời Trân Châu Cảng vào cuối tháng 5 để hoạt động chống tàu ngầm tại khu vực quần đảo Marshall, và trong suốt mùa Hè đã luân phiên vai trò này tại khu vực Tây Thái Bình Dương với hoạt động thực hành huấn luyện tại khu vực Hawaii.
Từ ngày 22 tháng 10, 1944 đến ngày 22 tháng 1, 1945, LeHardy hoạt động hộ tống các tàu chở dầu đi lại giữa Eniwetok và Ulithi; nó quay trở về Seattle, Washington cho một lượt đại tu theo định kỳ. Nó quay trở lại Eniwetok vào ngày 28 tháng 5, tiếp nối vai trò hộ tống vận tải tại khu vực Eniwetok-Ulithi cho đến khi chiến tranh kết thúc. Nó khởi hành từ Kwajalein vào ngày 2 tháng 9 để đi sang đảo Wake; và khi đến nơi vào ngày 4 tháng 9, nó tiếp nhận đầu hàng của quân Nhật đồn trú trên đảo.
Lên đường quay trở về Hoa Kỳ, LeHardy ghé qua Kwajalein và Trân Châu Cảng trước khi về đến San Pedro, California vào ngày 27 tháng 9. Nó được cho xuất biên chế tại đây vào ngày 25 tháng 10, 1945, và con tàu được bán cho hãng National Metal and Steel Corp. tại Terminal Island, California vào ngày 26 tháng 12, 1946 để tháo dỡ.

## Phần thưởng[2]
|  |                                         |  |
|  | Bronze star · Bronze star · Bronze star |  |

| Dãi băng Hoạt động Tác chiến (truy tặng) |                                                                         |                                                                         |                                      |
| Huân chương Chiến dịch Hoa Kỳ            | Huân chương Chiến dịch Châu Á-Thái Bình Dương với 3 Ngôi sao Chiến trận | Huân chương Chiến dịch Châu Á-Thái Bình Dương với 3 Ngôi sao Chiến trận | Huân chương Chiến thắng Thế Chiến II |